# Cercartetus caudatus
Cercartetus caudatus là một loài động vật có vú trong họ Burramyidae, bộ Hai răng cửa. Loài này được Milne-Edwards mô tả năm 1877. Loài này được tìm thấy trong các khu rừng mưa nhiệt đới ở phía bắc Australia, Indonesia và New Guinea. Sinh sống ở độ cao trên 1.500 m, chúng ăn côn trùng và mật hoa, và có thể ăn phấn hoa thay cho côn trùng trong tự nhiên.